# Мар'янівська волость (Верхньодніпровський повіт)
Мар'янівська волость — адміністративно-територіальна одиниця Верхньодніпровського повіту Катеринославської губернії.
Станом на 1886 рік складалася з 17 поселень, 18 сільських громад. Населення 2988 осіб (1513 чоловічої статі та 1475 — жіночої), 458 дворових господарства.
|                    | Площа, десятин | У тому числі орної, дес. |
| ------------------ | -------------- | ------------------------ |
| Сільських громад   | 2544           | 1376                     |
| Казенної власності | 16691          | 4945                     |
| Іншої власності    | 3634           | 2171                     |
| Загалом            | 22869          | 8492                     |

Найбільше поселення волості:
- Мар'янівка — село при річці Кам'янка в 85 верстах від повітового міста, 448 осіб, 69 дворів, школа.

За даними на 1908 рік загальне населення волості зросло до 5 424 осіб (2789 чоловічої статі та 2665 — жіночої), 832 дворових господарства, кількість поселень сягнула 24:
- Зелений Кут — колишнє панське село, 263 особи (133 чоловічої статі та 130 — жіночої), 41 дворове господарство.
- Божедарівка (Золотий Ключ та Василівка) — колишнє панське село, 252 особи (140 чоловічої статі та 112 — жіночої), 40 дворових господарств.
- Петрова Долина — колишнє панське село, 878 осіб (448 чоловічої статі та 430 — жіночої), 139 дворових господарств.
- Михайлівка (хутір Михайлівський) — колишнє панське село, 253 особи (121 чоловічої статі та 132 — жіночої), 36 дворових господарств.
- Олексіївка — колишнє панське село, 159 осіб (76 чоловічої статі та 89 — жіночої), 23 дворових господарства.
- Князь-Іванівка — колишнє панське село, 468 осіб (226 чоловічої статі та 242 — жіночої), 63 дворових господарства.
- Олександрівка — колишнє панське село, 117 осіб (63 чоловічої статі та 54 — жіночої), 16 дворових господарства.
- Новопетрівська — колишнє панське село, 199 осіб (99 чоловічої статі та 100 — жіночої), 32 дворових господарства.
- Новоюлівка (та Лозенталь) — колишнє панське село, 325 осіб (173 чоловічої статі та 152 — жіночої), 139 дворових господарств.
- Авдотівка (та Водяна) — колишнє панське село, 138 осіб (62 чоловічої статі та 76 — жіночої), 24 дворових господарства.
- Єгорівка — колишнє панське село, 323 особи (171 чоловічої статі та 152 — жіночої), 47 дворових господарства.
- Єлизаветівка — колишнє панське село, 229 осіб (112 чоловічої статі та 117 — жіночої), 47 дворових господарства.
- Григоро-Григор'ївське — колишнє панське село, 143 осіб (68 чоловічої статі та 75 — жіночої), 21 дворове господарство.
- Широка — колишнє панське село, 321 особа (180 чоловічої статі та 141 — жіночої), 57 дворових господарств.
- Новоселівка — колишнє панське село, 291 особа (152 чоловічої статі та 139 — жіночої), 42 дворових господарства.
- Трудолюбівка — колишнє панське село, 104 осіб (52 чоловічої статі та 52 — жіночої), 16 дворових господарства.
- Петрівка — колишнє панське село, 152 особи (73 чоловічої статі та 79 — жіночої), 19 дворових господарств.